# Florencia Bertotti
María Florencia Bertotti Baleirón (Buenos Aires, 1983. március 15. –) argentin színésznő és énekesnő.

## Gyermekkor
1983. március 15-én született Palermóban, Buenos Aires egyik negyedében. Szülei, María (gyógypedagógus) és Gustavo (ékszerész) 1990-ben elváltak. A hétéves Flor az anyukájával és az ekkor 11 éves nővérével, Clarával maradt Palermóban, az édesapja pedig Córdobába költözött. Clara később ügyvédnő lett. Az édesapjuk 1999-ben meghalt.

## Karrier
Flor mindig is arról álmodott, hogy egyszer híres színésznő lehessen. Már kiskorában a családi ünnepségeken, az óvodában, az iskolában is mindig énekelt vagy szavalt. Színészi karrierje 12 évesen, 1995-ben kezdődött, miután szerepet kapott egy lekvárreklámban. Ezzel robbant be a köztudatba. Még ebben az évben szerepet kapott a Dulce Ana című argentin telenovellában, mint a férfi főszereplő gonosz kislánya. Majd sorra jöttek az újabb és újabb szerepajánlatok sorozatokban és filmekben egyaránt. Egy évvel később a 90-60-90 modelos című sorozatban alakította Veronicát. 1997-ben a De corazón című telenovellában szerepelt, mint Vicky.
1998-ban debütált a mozikban, miután két filmben is szerepet kapott: az első filmje a Mala época volt, ebben a filmben Connie-t játszotta. Majd következett az El faro című mozi, amelyben a tinédzser Aneta szerepét bízták rá. Ezért az alakításáért a fiatal színésznőt az Argentin Filmkritikusok Szövetsége Silver Condor-díjra jelölte. Ebben a filmben mindössze 15 évesen egy 18 éves terhes lány szerepét játszotta el. 1999-ben és 2000-ben a Verano del '98 című nagy sikerű, három évadot megélt ifjúsági filmsorozatban szerepelt, mint Dolores 'Lola' Guzmán. Itt ismerte meg a férjét, Guido Kaczkát, akivel a történet szerint is egy párt alkottak. A 2000-es évben a Luna salvaje című sorozatban is forgatott, Sol szerepében. Szintén 2000-ben modellként dolgozott a 47 Street nevű ruhamárkának.
2001-ben a Culpables című sorozatban szerepelt, ezúttal egy leszbikus lányt játszott, Sofíát. Ugyanebben az évben forgatott egy újabb mozifilmet, melynek címe Déjala correr. Szerepe szerint Ő volt Belén, a film egyik főszereplője.
2002-ben és 2003-ban a Son amores című filmsorozatban alakította Valeria Marquesi-t. A két évig tartó forgatások alatt nemcsak a televízióban hanem a színházban is megmutatta tehetségét, mivel színdarab is született a telenovella nyomán. Valeria szerepéért rangos díjakat nyert. 2002-ben és 2003-ban kétszer megnyerte a Martín Fierro-díjat, ami a legrangosabb argentin televíziós díj, valamint 2003-ban a Clarín-díjat is. A Son amores volt Argentína legnézettebb telenovellája 2002-ben és 2003-ban. 2004-ben Cris Morena argentin producernő felkérte a fiatal színésznőt a Floricienta címszerepének eljátszására, amiben énekesnőként debütált. Karakterének neve Florencia 'Flor' Fazzarino-Santillán Valente. - Szintén 2004-ben Florenciaként vállalt szerepet a Los pensionados című sorozatban is. - A Floricientának 2005-ben a második szériáját is leforgatták. Mindkét évad során készült színházi verzió is. A sorozatra egy egész iparág épült, mivel Flor fotóival illetve a sorozat logójával ellátott számtalan termék került a boltokba. A színésznőt ezért a szerepéért jelölték 2004-ben és 2005-ben Martín Fierro-díjra, valamint 2004-ben Clarín-díjra is. 2004-ben és 2005-ben modellként dolgozott a Lady Stork nevű cégnek. A Floricientából készült látványos musicallel Latin-Amerika országaiban és Izraelben lépett fel Florencia Bertotti, óriási sikerrel. Bár a sikeres sorozat 2005-ben véget ért, a zenés színházi turnék 2006-ban és 2007-ben folytatódtak. 2004-től 2007-ig a Floricientában hallható számokkal összesen hét CD-t adtak ki. A 2008-as évben Florencia nem vállalt el semmilyen újabb szerepajánlatot, ugyanis megszületett az első gyermeke.
2009-ben Flor visszatért a tévé képernyőjére, mint a Niní című filmsorozat címszereplője. Ebben a szériában a színésznő kettős szerepet játszott, mivel a főhős, Nina 'Nini' Gómez arra kényszerül, hogy férfinak adja ki magát, mint Nicolás Zampano. A sorozat dalait ezúttal is maga a színésznő énekelte fel, valamint exférjével Guido Kaczkával együtt ők voltak a telenovella producerei is egyben. A Niní 2009. szeptember 7-én debütált az argentin Telefe tévécsatornán. Flor 2010-ben visszatért a színpadra, mivel január 24-én elkezdődtek a Niní színházi adásai. Miután a Niní forgatásai 2010 februárjában véget értek, a színésznő ezt követően leforgatta legújabb mozifilmjét, melynek címe Igualita a mi. Flor a főszereplőt, Aylint alakítja, a premier 2010. augusztus 12. 2010 novemberében Flor Olaszországba utazott, a Disney Channel meghívására. 2014 elején Flor elvállalta, hogy szerepel a Guapas című Polka produkcióban, bár tavaly még úgy nézett ki, hogy egy ideig nem forgat, inkább a családjára és az új üzletére koncentrál. A sorozatban szerepel még Csacska angyalban szerepelt Isabel Macedo és itthon a Te vagy az életemből ismert Carla Peterson. 2016-ban ismét visszatér a képernyőre a Pol-ka Producciones legújabb minisorozatában.

## Magánélet
Florencia 1999-ben kezdett el szerepelni a Verano del '98 című filmsorozatban. Itt ismerte meg szerelmét, sorozatbeli partnere, a nála öt évvel idősebb színész Guido Kaczka személyében. Ezt követően hét évig egy párt alkottak, majd 2006. december 2-án összeházasodtak. 2008. július 10-én 3250 grammal született meg gyermekük, Romeo Kaczka Bertotti. Flor és Guido 11 év együtt töltött idő után, 2010-ben elváltak. A színésznő a Niní című tv-sorozat forgatása idején ismerte meg Federico Amador színészt, akivel jelenleg egy párt alkotnak.

## Filmográfia

### Televízió
- 1995 Dulce Ana (Édes Ana)
- 1996 90-60-90 modelos (90–60–90-es modellek): Verónica Argüello
- 1997–1998 De corazón (Szívből): Vicky
- 1999–2000 Verano del '98 (Végtelen nyár): Dolores "Lola" Guzmán de Levin
- 2000–2001 Luna salvaje (Vad szenvedélyek): Sol Guelar (Magyar hang: Vadász Bea)
- 2001 Culpables (Bűnösök): Sofía
- 2002–2003 Son amores (Szerelmesek): Valeria Marquesi
- 2004 Los pensionados (Az ösztöndíjasok): Florencia
- 2004–2005 Floricienta (Csacska angyal): Florencia "Flor" Fazzarino Valente/Florencia Santillán Valente (Magyar hang: Mezei Kitty)
- 2009–2010 Niní (Niní): Nina "Niní" Gómez/Nicolás Zampano
- 2012 La Dueña (Amparo)
- 2014 Guapas (Lorena)
- 2016 Silencios de familia: Fabiana Aniello

### Filmek
- 1998 Mala época (Rossz időszak): Connie
- 1998 El faro (A világítótorony): Aneta
- 2001 Déjala correr (Hagyd futni): Belén
- 2010 Igualita a mí (Olyan mint én): Aylin
- 2017 Casi leyendas: Sol

### Színház
- 2002 Son amores (Szerelmesek): Valeria Marquesi
- 2004–2005–2006–2007 Floricienta (Csacska angyal): Florencia Fazzarino Valente/Florencia Santillán Valente
- 2010 Niní (Niní): Nina "Niní" Gómez/Nicolás Zampano
- 2019 100 metros cuadrados: Sara

## Producer
- - 2009–2010 Niní (Niní)

## Díjai és jelölései
| Év   | Kitüntetés neve                     | Minőség  | Kategória                 | Szerep              | Film/Sorozat |
| ---- | ----------------------------------- | -------- | ------------------------- | ------------------- | ------------ |
| 1998 | Ezüst Kondor-díj azaz Silver Condor | Jelölt   | Első színészi szereplés   | Aneta               | El faro      |
| 2002 | Martín Fierro-díj                   | Díjazott | Legjobb vígjátékszínésznő | Valeria Marquesi    | Son amores   |
| 2003 | Martín Fierro-díj                   | Díjazott | Legjobb vígjátékszínésznő | Valeria Marquesi    | Son amores   |
| 2003 | Clarín-díj                          | Díjazott | Legjobb vígjátékszínésznő | Valeria Marquesi    | Son amores   |
| 2004 | Martín Fierro-díj                   | Jelölt   | Legjobb vígjátékszínésznő | Florencia Fazzarino | Floricienta  |
| 2004 | Clarín-díj                          | Jelölt   | Legjobb vígjátékszínésznő | Florencia Fazzarino | Floricienta  |
| 2005 | Martín Fierro-díj                   | Jelölt   | Legjobb vígjátékszínésznő | Florencia Fazzarino | Floricienta  |